# Grusgrav
En grusgrav er et område, hvor der findes store mængder grus og sten tæt på jordens overflade. Her har man gravet det øverste muldlag af og udvundet gruset til byggeri og andet.
De fleste aktive grusgrave i dag er kendetegnet ved dybe huller i jorden og store maskiner, der bryder, flytter og renser materialerne.
Mange steder tilkøres også materialer fra sandsugere, så man har et bredt udvalg af varer. Her skelnes mellem bakkematerialer og sø- eller strand-materialer.
Ofte er der samtidig mulighed for at komme af med visse typer affald i en grusgrav; især tegl, beton, gips og ikke-forurenet jord.
Når der ikke kan udvindes mere grus, fyldes nyere grusgrave op med ovennævnte materialer og dækkes med den jord, der tidligere er gravet af, og arealet kan så udnyttes som byggegrunde, landbrugsjord eller skov.
Tidligere lod man hullet være, som det var. Nogle mener, det ligner et grimt ar i naturen, mens andre mener, at det giver minder om stedets aktiviteter førhen og derfor har sin charme og berettigelse. Tit er der dybe søer på bunden, hvor folk overraskes af, at vandet kan være så koldt.
- Erhvervsbygning på Industrivej i Rødding